# Bakhtyari
Pour les articles homonymes, voir Bakhtiari (homonymie).
Le Bakhtyari est une rivière d'Iran qui coule entièrement dans la région centrale du Zagros, dans les provinces d'Ispahan et du Khouzestan. C'est l'affluent principal du Dez, donc un sous-affluent du Karoun.

## Géographie
Le Bakhtyari naît dans les hautes montagnes de la chaîne du Zagros, à l'extrémité occidentale de la Province d'Ispahan, entre les villes de Khorramabad et de Chahr-e Kord. D'une manière générale, son cours est orienté vers l'ouest, mais il effectue de très nombreux changements de direction, méandres et même demi-tours tout au long de son parcours qui apparaît ainsi particulièrement tourmenté. Il court entre les hauts sommets de la montagne au sein de défilés et de ravins profonds, dans des zones puissamment arrosées.
Il finit par se jeter dans le Dez au niveau de la localité de Tany-e Panj, quelque 30 kilomètres en amont de la ville de Toveh (située sur les rives du Dez).
Traversant des zones peu peuplées, le Bakhtyari ne baigne aucune ville importante. Son potentiel hydroélectrique est élevé.

## Hydrométrie - Les débits à Tany-e Panj
Le débit de la rivière Bakhtyari a été observé pendant 20 ans (1965-1985) à Tany-e Panj, localité située au niveau du confluent de la rivière avec le Dez. 
À Tany-e Panj, le débit annuel moyen ou module observé sur cette période était de 143 m3/s pour un bassin versant de 6 338 km2.
La lame d'eau écoulée dans ce bassin atteint ainsi le chiffre de 710 millimètres par an, ce qui doit être considéré comme très élevé.
Le régime de la rivière est de type nivo-pluvial. Le Bakhtyari présente deux saisons bien marquées. Les hautes eaux sont maximales au printemps, de février à juin, avec un maximum en avril-mai. Les basses eaux (ou étiage) ont lieu en automne, de septembre à novembre. Le débit atteint en moyenne son minimum en octobre, avec 45,2 m3/s, ce qui reste très confortable. Le Bakhtyari apparaît ainsi comme un puissant cours d'eau, abondant en toutes saisons.  

## Aménagement hydroélectrique
Un énorme barrage, le barrage de Bakhtyari est à l'étude[Quand ?], afin d'utiliser l'important potentiel hydroélectrique de la rivière. 
Le projet consiste en un barrage-voûte d’une hauteur de 315 mètres doté d'une centrale souterraine d'une puissance de 1 000 MW. Une extension ultérieure à 1 500 MW est prévue. Le site, se trouvant dans une gorge étroite et profonde, est idéal pour la construction d'un barrage-voûte. Celui-ci, une fois construit, sera le plus haut barrage de ce type au monde.